# Бијели Павле
Бијели Павле је легендарни предак Бјелопавлића. О њему, као оснивачу племена - нема писаних вијести. Гроб Бијелог Павла налази се у „Градац Јовановића“

## Племенско предање
Племенско предање у Бјелопавлићима засновано је на легендама, по коме су племе засновали и дали му име потомци Бијелог Павла.
Бијели Павле је живео у Метохији.
Најверодостојни подаци о доласку Белог Павла у Сретњу објавио је доктор етнологије Милован Филиповић. Он сматра да се Бели Павле у Сретњу доселио најкасније крајем 14. века и легенда о томе је сачувана у Славеносербском рјечнику. Бели Павле је по том сведочењу са Косова и Метохије дошао у Сретњу и настанио се код бана Лужанина Мрдака. Лужанима су се називали најстарији Срби у овом крају и прије доласка Белог Павла они су овде живели, а и данас нека наша братства потичу од њих. Након нестанка Лужана због међусобних свађа, Вукосава, кћерка бана Мрдака, је предложила Белом Павлу да остане на њеном имању. У то време овај крај се зове Галићи и то име се појављује у неким хрисовуљама Ивана Црнојевића из 15. века

## Мишљење историчара и етнолога
П. А. Ровински и неки други историчари и етнолози, имају мишљење да су Бјелопавлићи били феуд Беле Павлимира (Бијелог Павла) према попу Дукљанину оснивача зетске владарске куће.